# Riedereckalm
Die Riedereckalm ist eine Alm in den Bayerischen Voralpen. Sie liegt im Gemeindegebiet von Rottach-Egern.
Das Almgebiet befindet sich östlich unterhalb des Schreisteins. Die Alm war bereits auf der Uraufnahme namentlich erwähnt. 
Die Alm wird am einfachsten über einen Steig von der Sieblialm aus erreicht.